# 鳥取県道・島根県道101号米子伯太線
鳥取県道・島根県道101号米子伯太線（とっとりけんどう・しまねけんどう101ごう よなごはくたせん）は、鳥取県米子市から島根県安来市に至る一般県道である。

## 概要
鳥取県米子市冨士見町2丁目から島根県安来市伯太町未明（ほのか）に至る。

### 路線データ
- 起点：鳥取県米子市冨士見町2丁目（公会堂前交差点、国道9号上、国道181号・国道183号・国道482号・鳥取県道157号米子港線終点）
- 終点：島根県安来市伯太町未明（鳥取県道・島根県道102号米子広瀬線上、安来市道原代宮内線終点）
- 総延長：9.0 km

## 路線状況

### 重複区間
- 国道9号（鳥取県米子市冨士見町2丁目・公会堂前交差点（起点） - 島根県安来市吉佐（きさ）町・吉佐交差点）
- 国道180号（鳥取県米子市陰田町・陰田町交差点 - 島根県安来市吉佐町・吉佐交差点）
- 鳥取県道・島根県道102号米子広瀬線（島根県安来市伯太町安田関 - 安来市伯太町未明）

## 地理

### 通過する自治体
- 鳥取県
  - 米子市
- 島根県
  - 安来市

### 交差する道路
| 交差する道路                                                             | 都道府県名 | 市町村名 | 交差する場所         | 交差する場所          |
| ------------------------------------------------------------------------ | ---------- | -------- | -------------------- | --------------------- |
| 国道9号 重複区間起点 国道181号 国道183号 国道482号 鳥取県道157号米子港線 | 鳥取県     | 米子市   | 冨士見町2丁目        | 公会堂前交差点 / 起点 |
| 鳥取県道28号米子停車場線 鳥取県道47号米子境港線                          | 鳥取県     | 米子市   | 加茂町2丁目          | 加茂町2丁目交差点     |
| 鳥取県道300号米子環状線                                                  | 鳥取県     | 米子市   | 陰田町               | 錦海団地西入口交差点  |
| 国道180号 重複区間起点                                                   | 鳥取県     | 米子市   | 陰田町               | 陰田町交差点          |
| 国道9号 重複区間終点 国道180号 重複区間終点                              | 島根県     | 安来市   | 吉佐（きさ）町       | 吉佐交差点            |
| 鳥取県道・島根県道102号米子広瀬線 重複区間起点                           | 島根県     | 安来市   | 伯太町安田関         |                       |
| 鳥取県道・島根県道102号米子広瀬線 重複区間終点 安来市道原代宮内線        | 島根県     | 安来市   | 伯太町未明（ほのか） | 終点                  |

### 交差する鉄道
- 山陰本線（御茶屋川踏切）

### 沿線
- 米子市公会堂
- 米子市美術館
- 米子市立図書館（旧：鳥取県立米子図書館）
- 山陰歴史館
- 米子市役所
- 米子城跡
- 安来市立安田小学校